# 이큐셀
주식회사 이큐셀(영어: EQCell)은 반도체 및 디스플레이 분야의 장비 제조 기업이다.

## 역사
2002년에 설립되어 2015년 한국거래소 코스닥에 상장되었다. 2024년 11월 4일, 이큐셀의 최대주주인 이아이디와 이화전기공업이 보유한 600만 주를 휴림로봇에 양도하는 계약을 체결하여 이큐셀의 지분 46.02%를 확보하여 새로운 최대주주가 되었다.
2025년 2월 14일부로 기업의 계속성 및 경영의 투명성 등을 종합적으로 고려하여 상장폐지기준에 해당한다고 결정됨에 따라 상장폐지 되었다.